# Hrabstwo (Łebieńska Huta)
Hrabstwo – część wsi Łebieńska Huta w Polsce, położona w województwie pomorskim, w powiecie wejherowskim, w gminie Szemud. Wchodzi w skład sołectwa Łebieńska Huta.
W latach 1975–1998 Hrabstwo administracyjnie należało do województwa gdańskiego.